# ترونا، شهرستان اینیو، کالیفرنیا
ترونا (به انگلیسی: Trona) یک منطقهٔ مسکونی در ایالات متحده آمریکا است که در شهرستان اینیو، کالیفرنیا واقع شده‌است. ترونا ۲۴٫۰۷۹ کیلومتر مربع مساحت و ۱۸ نفر جمعیت دارد و ۵۱۹٫۰۸ متر بالاتر از سطح دریا واقع شده‌است.